# Realismo sporco
Con realismo sporco (dall'inglese dirty realism) si designa un movimento letterario sorto negli Stati Uniti negli anni settanta-ottanta del Novecento che, in linea generale, pretende di ricondurre la narrazione (specialmente il racconto breve) ai suoi elementi fondamentali.
Si tratta di una filiazione del minimalismo che ha caratteristiche peculiari. Come il minimalismo, il realismo sporco è caratterizzato dalla tendenza alla sobrietà, dalla precisione e dalla stringatezza estrema nell'uso delle parole per le descrizioni. Gli oggetti, i personaggi, le situazioni sono tratteggiate nel modo più conciso e superficiale possibile. L'uso dell'avverbio e l'aggettivazione si riducono al minimo, in quanto questi autori preferiscono lasciare al contesto il compito di suggerire il significato profondo dell'opera.
I personaggi tipici prevedono sempre il ritratto di esseri volgari o di conformisti che conducono vite convenzionali, ordinarie, occupati in lavori insignificanti e che versano in cattive condizioni economiche, in linea con uno dei grandi referenti/menti del movimento, O. Henry. Altra influenza importante nella corrente è quella del narratore statunitense J. D. Salinger.
Sono rappresentanti notevoli del realismo sporco i narratori statunitensi Charles Bukowski (1920-1994), Raymond Carver (1938-1988), Richard Ford (1944) e Tobias Wolff (1945), e generalmente si fanno rientrare in questa corrente anche il cubano Pedro Juan Gutiérrez (1950) e il boliviano Victor Hugo Viscarra (1958-2006). In Spagna gli attuali interpreti di questo movimento sono: Karmelo Iribarren (1959), Roger Wolfe (1962), Héctor Álvarez Sanchez (1978) e David de la Rosa (1974).